# Leopold von Görne
Carl Leopold von Görne (* 30. November 1715 in Gollwitz; † 13. November 1769) war ein preußischer Beamter und Schlossbesitzer.

## Leben und Wirken
Die Eltern Leopold von Görnes waren Friedrich von Görne und dessen zweite Ehefrau Eleonora Lucia von Stockhausen.
Von 1724 bis September 1726 besuchte Leopold von Görne die Ritterakademie in Brandenburg. 1728 wurde er als Schüler des Joachimsthalschen Gymnasium genannt. Leopold von Görne studierte an der Universität Halle Rechtswissenschaften. Nach dem Studium ging er unter anderem nach Frankreich auf Reisen.
Nach seiner Rückkehr wurde er zunächst Auskultator beim Generaldirektorium. Seit 1739 war er Kriegs- und Domänenrat bei den Kurmärkischen Kammern, eine Stelle, die er von seinem Bruder Friedrich übernahm. Im März 1744 erhielt Leopold von Görne das Prädikat Geheimer Rat. 1763 stieg er zum zweiten Kammerdirektor auf.
Er heiratete 1744 Sophie Wilhelmine Charlotte von Wülcknitz (1725–1806), Tochter des Hofmarschalls von Wülcknitz. Ihre Söhne gingen ebenfalls zur Brandenburger Ritterakademie
Von 1745 war er als Erbherr auf Plaue Besitzer des Schloss Plaue, das er von seinem Vater geerbt hatte. Den Schlosspark ließ Leopold von Görne umformen und erweitern. Im Jahr 1765 verkaufte er das Schloss für 160.000 Taler an Heinrich Wilhelm von Anhalt.